# ホーマー・ブッシュ
ホーマー・ジャイルズ・ブッシュ（Homer Giles Bush, 1972年11月12日 - ）は、アメリカ合衆国イリノイ州イーストセントルイス出身の元プロ野球選手（内野手）。右投右打。
息子は同じくプロ野球選手（外野手）のホーマー・ブッシュ・ジュニアであり、親子二代でサンディエゴ・パドレスからドラフト指名されている。

## 経歴
高校時代、野球と並行してアメリカンフットボールもプレーし、ワイドレシーバーとして活躍。卒業後はミズーリ大学に進学予定だったが、1991年のMLBドラフト7巡目（全体185位）でサンディエゴ・パドレスから指名され、プロ入りの道を選んだ。マイナー時代は、1993年にA級ウォータールー・ダイヤモンズでミッドウエストリーグ最多の152安打を放つなど切れ味鋭い攻守で台頭した。
1997年は開幕からAAA級ラスベガス・スターズで活躍していた。4月22日にルーベン・リベラ、ラファエル・メディーナとのトレードで、伊良部秀輝（前年までの千葉ロッテマリーンズ所属時よりMLB移籍を熱望しており、オフに日米間トレードでパドレスへ移籍していた。詳しくは伊良部メジャーリーグ移籍騒動も参照。）と共にニューヨーク・ヤンキースへ移籍した。この年の8月にメジャーデビューすると、翌1998年には45試合の出場ながら打率.380と素質の高さを披露し、パドレスとのワールドシリーズでも出場機会を与えられた。
1999年2月18日にロジャー・クレメンスとのトレードで、デビッド・ウェルズ、グレアム・ロイドと共にトロント・ブルージェイズへ移籍した。ブルージェイズでは1995年にロベルト・アロマーが去って以来不在だった二塁手のレギュラーに定着し、規定打席にも到達して打率.320を記録した。
2000年以降は怪我に泣くことが増え、2005年に引退した。
引退後はメリルリンチ勤務でのフィナンシャルアナリスト、パドレス傘下（当時）A-級ユージーン・エメラルズの打撃コーチ、テキサス・レンジャーズの少年野球事業ディレクターを歴任した。
2022年はMLBドラフトリーグに所属するマホーニングバレー・スクラッパーズの監督を務めた。
2023年には独立リーグであるアトランティックリーグに所属するスタテンアイランド・フェリーホークスの監督に就任し、2年間務めた。

## 詳細情報

### 背番号
- 38（1997年）
- 22（1998年）
- 18（1999年 - 2002年途中、2004年）
- 8（2002年途中 - 同年終了）